# Butteville
Butteville é uma Região censo-designada localizada no estado norte-americano de Oregon, no Condado de Marion.

## Demografia
Segundo o censo norte-americano de 2000, a sua população era de 293 habitantes.

## Geografia
De acordo com o United States Census Bureau tem uma área de 
2,9 km², dos quais 2,7 km² cobertos por terra e 0,2 km² cobertos por água.

## Localidades na vizinhança
O diagrama seguinte representa as localidades num raio de 12 km ao redor de Butteville. 